# Nomada polybioides
Nomada polybioides là một loài Hymenoptera trong họ Apidae. Loài này được Ducke mô tả khoa học năm 1908.